# Nicolás Redondo Urbieta
Nicolás Redondo Urbieta (Barakaldo, 5 april 1927 – Madrid, 3 januari 2023) was een Spaans syndicalist en politicus voor de PSOE.

## Levensloop
Hij was actief als metaalbewerker en werd in 1945 lid van de PSOE en de UGT. Hij werd gearresteerd en veroordeeld tijdens de dictatuur van generalísimo Francisco Franco ten gevolge van zijn politieke en vakbondsactiviteiten. Zo werd hij onder andere in 1967 samen met de historicus Ramón Rubial en Eduardo López  Albizu gearresteerd en verbannen naar Las Hurdes in het noorden van de Extremadurese provincie Cáceres.
Sinds het PSOE-congres van augustus 1972 - waarop Generaal Rodolfo Llopis werd afgewezen - is hij lid van het directiecollege van de vernieuwde partij. Naar aanleiding van het PSOE-congres te Suresnes in 1974 diende hij een kandidatuur in om de eerste secretaris van de partij te worden, nadat hij hierover een deal had gesloten met de Seviliaanse tegenkandidaat Felipe González. Op 18 april 1976 - op het XXX UGT-congres werd hij verkozen tot secretaris-generaal van de Socialistische Unión General de Trabajadores (UGT). Hieraan voorafgaand was hij sinds 1971 de politiek secretaris van Manuel Muiño Arroyo. 
Hij nam aan diverse verkiezingen deel in Vizcaya voor de PSOE. Zo was hij kandidaat in 1977, 1979, 1982 en 1986 en werd telkens verkozen. In 1987 stelde hij zijn zetel ter beschikking na een meningsverschil over het arbeids-en sociale beleid van de regering van Felipe González, waarbij hij tegen de rijksbegroting van 1988 stemde. Vervolgens riep hij - in samenspraak met de Comisiones Obreras (CC. OO.) - op tot de algemene staking van 14 december 1988, met een daverend succes. Er volgde later nog twee algemene stakingen - in samenspraak met CC. OO. - tijdens de socialistische regering, met name in juni 1992 en januari 1994.
Op 10 april, 1994, tijdens het 36e Congres van de UGT, werd hij opgevolgd door Cándido Méndez Rodríguez als secretaris-generaal van de UGT. Redondo trok zich vervolgens terug uit het politieke en verenigingsleven. In 2008 ontving hij een eredoctoraat van de Universiteit van Cádiz.
Hij is de vader van Nicolás Redondo Terreros, voormalig partijleider van de Partido Socialista de Euskadi-Euskadiko Ezkerra (PSE-EE).
Redondo stierf in Madrid op 3 januari 2023, op 95-jarige leeftijd.
- Biblioteca Nacional de España: XX1071639
- Catàleg d'autoritats de noms i títols de Catalunya: 981060732325706706
- Gemeinsame Normdatei: 119303876
- International Standard Name Identifier: 0000 0003 8545 8266
- Library of Congress Control Number: n84239226
- Nationale bibliotheek van Australië: 35759917
- Système universitaire de documentation: 129461695
- Virtual International Authority File: 191079433
- WorldCat: E39PBJgmThpBjw4bHRx8wMm8G3